# Amoritas

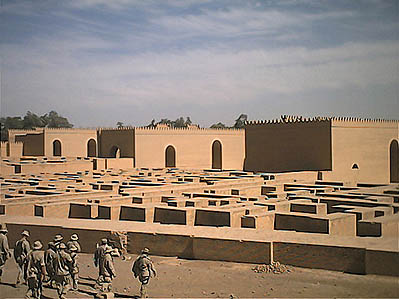
Fuzileiros navais norte-americanos em frente da reconstrução das ruínas da Babilônia (2003)

A Mesopotâmia, após a destruição da civilização dos sumérios-acadianos, ficou dividida em vários Estados por mais de dois séculos. Os amoritas,[carece de fontes?] amorritas ou amorreus, (também chamados de antigos babilônios), povos camitas[carece de fontes?] vindos do deserto sírio-árabe, haviam se estabelecido na cidade da Babilônia, que, com o tempo, converteu-se em importante centro comercial, devido a sua localização privilegiada.

## História
A antiga Babilônia está situada a aproximadamente 75 quilômetros da moderna Bagdá. Um império foi estabelecido em 1 894 a.C. por Samuabum (criador da I dinastia amorrita) e expandido por seus sucessores. As disputas entre a Babilônia e as demais cidades-estados mesopotâmicas, além de outras invasões, resultaram numa luta ininterrupta até o início do século XVIII a.C., quando Hamurabi, sexto rei da dinastia, realizou a completa unificação, fundando o Primeiro Império Babilônico. Com o tempo, entretanto, acabou perdendo seu reinado.
O novo rei deu início a uma bem-sucedida política expansionista. O Reino da Babilônia estendeu suas fronteiras do Golfo Pérsico para além das fronteiras da moderna Turquia, e dos montes Zagros, no leste, ao rio Cabur, na Síria. A partir dessas conquistas, a preocupação de Hamurabi não foi mais a expansão territorial e sim a preservação das terras conquistadas, que tanto eram atacadas por povos vizinhos como também se revoltavam contra o domínio da Babilônia.
A formação do império Babilônico assinalou o fim político da civilização suméria, mas não cultural. Com exceção do idioma, eles adotaram o sistema educacional, a escrita, a arte, a literatura e boa parte da religião dos vencidos.
Foi durante o governo de Hamurábi que ocorreu o maior desenvolvimento da agricultura de regadio, realizada mediante o emprego e construção de grandes canais de irrigação controlados pelo Estado. A construção desses canais exigia multidões de trabalhadores e grande quantidade de materiais, que deveriam ficar sob controle e fiscalização de um governo centralizado. Isso contribuiu para o surgimento de uma monarquia cada vez mais poderosa e autoritária, de caráter teocrático, isto é, com o poder político ligado ao religioso.
Já nessa fase, a economia e a sociedade começaram a sofrer mudanças em relação ao milênio anterior. A organização econômica baseada nos templos e palácios sempre foi fundamental. Os palácios e templos possuíam vastas extensões de terra, praticavam o comércio e dispunham de oficinas artesanais bem aparelhadas. Os templos entregavam suas terras à exploração de arrendatários, recebendo por isso uma parte da produção. Também os artesãos trabalhavam ligados aos templos, pois não existem provas de corporações de artesãos independentes. Não havia mercado e todo o comércio era feito nas dependências dos templos e palácios. Os sacerdotes e os funcionários estatais submetiam as comunidades locais ao pagamento de tributos, à prestação de trabalhos forçados para a construção de obras públicas, canais de irrigação e ao serviço militar obrigatório.
No período de Hamurábi, houve um certo desenvolvimento da propriedade privada e do comércio. Propriedades agrícolas foram doadas a funcionários públicos, sacerdotes e até mesmo a determinados arrendatários. Entretanto, todas essas atividades privadas sempre permaneceram sob controle estatal. Os mercadores, por exemplo, formavam uma corporação subordinada ao Estado, e o comerciante era uma mistura de funcionário público e mercador privado: comprava a mando do rei e colaborava na cobrança de taxas.

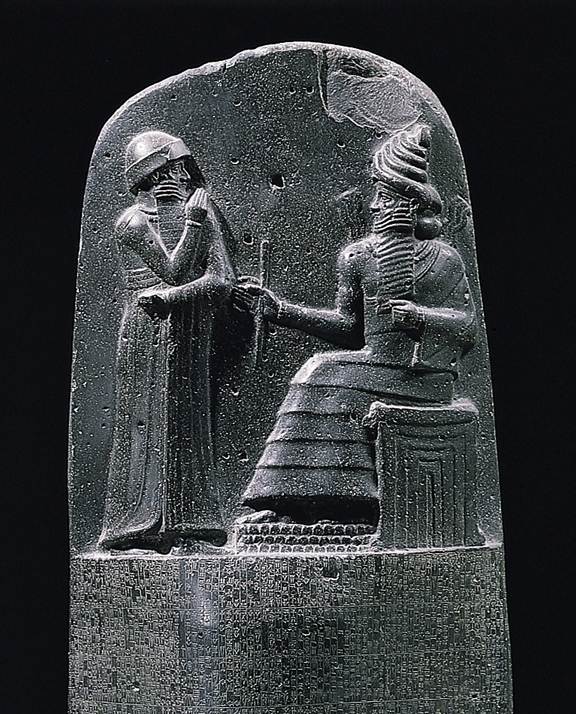
Parte superior da estela do Código de Hamurábi.

Rapidamente, a capital babilônica transformou-se num dos principais centros urbanos da Antiguidade, sediando um grandioso império e convertendo-se no eixo cultural do Crescente Fértil. A principal realização cultural desse período foi o Código de Hamurábi, baseado no direito sumério e nas tradições semitas, que tinha por finalidade consolidar o poder do Estado e adequá-lo ao desenvolvimento de uma economia mercantil. Hamurábi estabeleceu uma sólida intervenção do Estado na economia pois havia regras de trabalho, normas comerciais e até valores para a compra e venda de animais e aluguéis de terras, entre outras. A vida social, econômica e política ficou complemente regulada pela legislação de Hamurábi.
Hamurábi também empreendeu uma ampla reforma religiosa, procurando estabelecer a unificação, criando uma religião de Estado ao transformar o deus Marduque (Marduk), da Babilônia, no principal deus da Mesopotâmia, mesmo mantendo as antigas divindades. A Marduque foi levantado um templo junto ao qual foi erguido o zigurate de Babel, citado no livro de Gênesis (Bíblia) como uma torre para se chegar ao céu.

### Fim do império
Após a morte de Hamurábi, o Império entrou em decadência devido às diversas conspirações contra seus sucessores, revoltas das cidades dominadas e dos camponeses empobrecidos pelos altos impostos cobrados, sobrecarga de trabalhos obrigatórios, refúgio dos últimos sumérios, e emancipação de Assíria.
Os cassitas, povo asiânico do Zagros, a leste do rio Tigre, com uma classe dirigente formada por indo-europeus e uma organização tribal, vão penetrando pacificamente na planície como trabalhadores e mercenários. Aproveitando da franqueza causada pelas revoltas internas já mencionadas, os hititas, chefiados por Mursil I (c. 1 530 a.C.) devastaram a Babilônia. Após a retirada dos invasores, a Babilônia passou a ser governada por reis da região do sul. Os cassitas, enfim, invadiram a Baixa Mesopotâmia e ai permaneceram, aproximadamente, por 400 anos, até serem suplantados pelos assírios, introduzindo o uso do cavalo e do carro de guerra.

## Árvore genealógica baseada emGênesis
|       |       |       |       |       |       |     |     |         |         | Noé     |         |         |         |     |     |          |          |          |          |          |          |      |      |          |          |          |          |          |          |  |  |           |           |           |           |           |           |  |  |        |        |        |        |        |        |  |  |         |         |         |         |         |         |  |  |        |        |        |        |        |        |  |  |          |          |          |          |          |          |  |  |          |          |          |          |          |          |  |  |          |          |          |          |          |          |  |  |  |  |  |  |  |  |  |  |  |  |  |  |  |  |  |  |  |  |  |  |  |  |
|       |       |       |       |       |       |     |     |         |         |         |         |         |         |     |     |          |          |          |          |          |          |      |      |          |          |          |          |          |          |  |  |           |           |           |           |           |           |  |  |        |        |        |        |        |        |  |  |         |         |         |         |         |         |  |  |        |        |        |        |        |        |  |  |          |          |          |          |          |          |  |  |          |          |          |          |          |          |  |  |          |          |          |          |          |          |  |  |  |  |  |  |  |  |  |  |  |  |  |  |  |  |  |  |  |  |  |  |  |  |
|       |       |       |       |       |       |     |     |         |         |         |         |         |         |     |     |          |          |          |          |          |          |      |      |          |          |          |          |          |          |  |  |           |           |           |           |           |           |  |  |        |        |        |        |        |        |  |  |         |         |         |         |         |         |  |  |        |        |        |        |        |        |  |  |          |          |          |          |          |          |  |  |          |          |          |          |          |          |  |  |          |          |          |          |          |          |  |  |  |  |  |  |  |  |  |  |  |  |  |  |  |  |  |  |  |  |  |  |  |  |
|       |       | Sem   | Sem   | Sem   | Sem   | Sem | Sem |         |         | Cam     | Cam     | Cam     | Cam     | Cam | Cam |          |          | Jafé     | Jafé     | Jafé     | Jafé     | Jafé | Jafé |          |          |          |          |          |          |  |  |           |           |           |           |           |           |  |  |        |        |        |        |        |        |  |  |         |         |         |         |         |         |  |  |        |        |        |        |        |        |  |  |          |          |          |          |          |          |  |  |          |          |          |          |          |          |  |  |          |          |          |          |          |          |  |  |  |  |  |  |  |  |  |  |  |  |  |  |  |  |  |  |  |  |  |  |  |  |
|       |       | Sem   | Sem   | Sem   | Sem   | Sem | Sem |         |         | Cam     | Cam     | Cam     | Cam     | Cam | Cam |          |          | Jafé     | Jafé     | Jafé     | Jafé     | Jafé | Jafé |          |          |          |          |          |          |  |  |           |           |           |           |           |           |  |  |        |        |        |        |        |        |  |  |         |         |         |         |         |         |  |  |        |        |        |        |        |        |  |  |          |          |          |          |          |          |  |  |          |          |          |          |          |          |  |  |          |          |          |          |          |          |  |  |  |  |  |  |  |  |  |  |  |  |  |  |  |  |  |  |  |  |  |  |  |  |
|       |       |       |       |       |       |     |     |         |         |         |         |         |         |     |     |          |          |          |          |          |          |      |      |          |          |          |          |          |          |  |  |           |           |           |           |           |           |  |  |        |        |        |        |        |        |  |  |         |         |         |         |         |         |  |  |        |        |        |        |        |        |  |  |          |          |          |          |          |          |  |  |          |          |          |          |          |          |  |  |          |          |          |          |          |          |  |  |  |  |  |  |  |  |  |  |  |  |  |  |  |  |  |  |  |  |  |  |  |  |
| Cuxe  | Cuxe  | Cuxe  | Cuxe  | Cuxe  | Cuxe  |     |     | Mizraim | Mizraim | Mizraim | Mizraim | Mizraim | Mizraim |     |     | Pute     | Pute     | Pute     | Pute     | Pute     | Pute     |      |      | Canaã    | Canaã    | Canaã    | Canaã    | Canaã    | Canaã    |  |  |           |           |           |           |           |           |  |  |        |        |        |        |        |        |  |  |         |         |         |         |         |         |  |  |        |        |        |        |        |        |  |  |          |          |          |          |          |          |  |  |          |          |          |          |          |          |  |  |          |          |          |          |          |          |  |  |  |  |  |  |  |  |  |  |  |  |  |  |  |  |  |  |  |  |  |  |  |  |
| Cuxe  | Cuxe  | Cuxe  | Cuxe  | Cuxe  | Cuxe  |     |     | Mizraim | Mizraim | Mizraim | Mizraim | Mizraim | Mizraim |     |     | Pute     | Pute     | Pute     | Pute     | Pute     | Pute     |      |      | Canaã    | Canaã    | Canaã    | Canaã    | Canaã    | Canaã    |  |  |           |           |           |           |           |           |  |  |        |        |        |        |        |        |  |  |         |         |         |         |         |         |  |  |        |        |        |        |        |        |  |  |          |          |          |          |          |          |  |  |          |          |          |          |          |          |  |  |          |          |          |          |          |          |  |  |  |  |  |  |  |  |  |  |  |  |  |  |  |  |  |  |  |  |  |  |  |  |
|       |       |       |       |       |       |     |     |         |         |         |         |         |         |     |     |          |          |          |          |          |          |      |      |          |          |          |          |          |          |  |  |           |           |           |           |           |           |  |  |        |        |        |        |        |        |  |  |         |         |         |         |         |         |  |  |        |        |        |        |        |        |  |  |          |          |          |          |          |          |  |  |          |          |          |          |          |          |  |  |          |          |          |          |          |          |  |  |  |  |  |  |  |  |  |  |  |  |  |  |  |  |  |  |  |  |  |  |  |  |
| Sidom | Sidom | Sidom | Sidom | Sidom | Sidom |     |     | Hete    | Hete    | Hete    | Hete    | Hete    | Hete    |     |     | jebuseus | jebuseus | jebuseus | jebuseus | jebuseus | jebuseus |      |      | amoritas | amoritas | amoritas | amoritas | amoritas | amoritas |  |  | girgaseus | girgaseus | girgaseus | girgaseus | girgaseus | girgaseus |  |  | heveus | heveus | heveus | heveus | heveus | heveus |  |  | arqueus | arqueus | arqueus | arqueus | arqueus | arqueus |  |  | sineus | sineus | sineus | sineus | sineus | sineus |  |  | arvadeus | arvadeus | arvadeus | arvadeus | arvadeus | arvadeus |  |  | zemareus | zemareus | zemareus | zemareus | zemareus | zemareus |  |  | hamateus | hamateus | hamateus | hamateus | hamateus | hamateus |  |  |  |  |  |  |  |  |  |  |  |  |  |  |  |  |  |  |  |  |  |  |  |  |